# Deering (Alasca)
Deering é uma cidade localizada no estado americano de Alasca, no Distrito de Northwest Arctic.

## Demografia
Segundo o censo americano de 2000, a sua população era de 136 habitantes.
Em 2006, foi estimada uma população de 141, um aumento de 5 (3.7%).

## Geografia
De acordo com o United States Census Bureau, a localidade tem uma área de 13,6 km², dos quais 13,3 km² cobertos por terra e 0,3 km² cobertos por água.

## Localidades na vizinhança
O diagrama seguinte representa as localidades num raio de 120 km ao redor de Deering.